# Valthe
Valthe (Drents: Vaalt) is een dorp in de Nederlandse provincie Drenthe, gemeente Borger-Odoorn, gelegen op de Hondsrug.
De naam Valthe wordt voor het eerst in geschreven vorm in 1217 genoemd. De naam is afgeleid van valt, vaelt of vaelde en betekent omheinde ruimte. Het dorp behoorde vroeger tot het kerspel Odoorn en het dingspel Zuidenveld.

## Geografie
Valthe is een brinkdorp met Saksische boerderijen. Opvallend is de grootte van de brink aan de Schoolstraat. Het landschap in de omgeving van Valthe bestaat uit essen met kleine bospercelen.

## Geschiedenis
Valthe is het kleinste van de drie 'zanddorpen' (dorpen op de zandgronden) waaruit de kerspel Odoorn tot de veenontginning bestond. Tot de zeventiende eeuw lag bij het dorp de Valtherschans, die deel uitmaakte van de verdedigingslinie van de Nederlanden tegen onder andere Bommen Berend, de bisschop van Münster. Tussen 1811 en 1835 was het de hoofdplaats van de gemeente Odoorn, waar zich toen ook het Gemeentehuis en de woning van de burgemeester bevonden.

## Voorzieningen
Even buiten het oude dorpscentrum, ten noorden van de Hoofdstraat, is de nieuwbouw verrezen. In het dorp bevinden zich diverse bedrijven, waaronder twee bakkers, een postagentschap en verschillende horecagelegenheden. De plaatselijke voetbalclub is Valther Boys.
Het dorp had tussen 1904 en 1945 een station, station Valthe, aan de spoorlijn Zwolle - Stadskanaal van de Noordoosterlocaalspoorweg-Maatschappij. Het station is nog in de oude stijl behouden gebleven. Tegenwoordig is Valthe alleen bereikbaar met de buslijnen 74 en 75 van Emmen naar Musselkanaal en Stadskanaal.

## Bezienswaardigheden
- In het Valtherbos ten zuiden van het dorp is een onderduikershol uit de Tweede Wereldoorlog te vinden, dat nooit door de Duitsers is ontdekt. Hier verborg de landbouwer Albertus Zefat een aantal joodse onderduikers. Zefat werd later geëxecuteerd.
- Rond Valthe bevinden zich 5 hunebedden.[3] Hunebed D31 bevindt zich in Hunzebos tussen Exloo en Valthe, hunebed D34 is gelegen ten zuiden van de weg Valthe - Odoorn. D35 ligt ten zuiden van de weg Valthe - Klijndijk aan de noordrand van het Valtherbos en de hunebedden D36 en D37 liggen aan de zuidrand van het dorp Valthe. Deze 2 hunebedden worden vanwege hun ligging "De Valther Tweeling" genoemd. Het verwaarloosde hunebed D33 is in 1955 gesloopt ten behoeve van de restauratie van de Papeloze kerk.
- Een grafheuvel nabij Valthe is het Eppiesbargie aan de Odoornerweg. Daarnaast bevinden zich diverse andere grafheuvels in het Valtherbos.
- Ook is er een z.g. pingoruïne. Dit is een overblijfsel uit de laatste ijstijd. Deze pingoruïne is gelegen ten zuiden van het dorp Valthe en is eigenlijk een van de zuidelijkste bronnen van de Hunze of Oostermoerse vaart, die uitmondt in het Zuidlaardermeer.
- In het uitgestrekte veengebied dat bij de marke van Valthe hoorde, zijn na de ontginning de veenkoloniën Valthermond en Zandberg gesticht.
- Het voormalige station aan de Stationsstraat 1, werd in 1904 gebouwd naar een ontwerp van architect Eduard Cuypers.[4] Het gebouw is opgetrokken in jugendstil. Het station heeft een geglazuurd tegeltableau met het opschrijft Valthe.

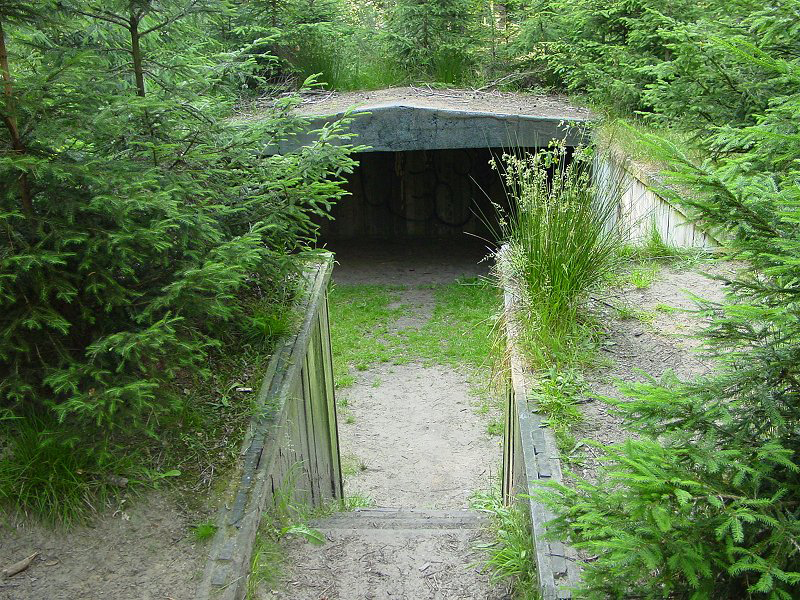
Onderduikershol
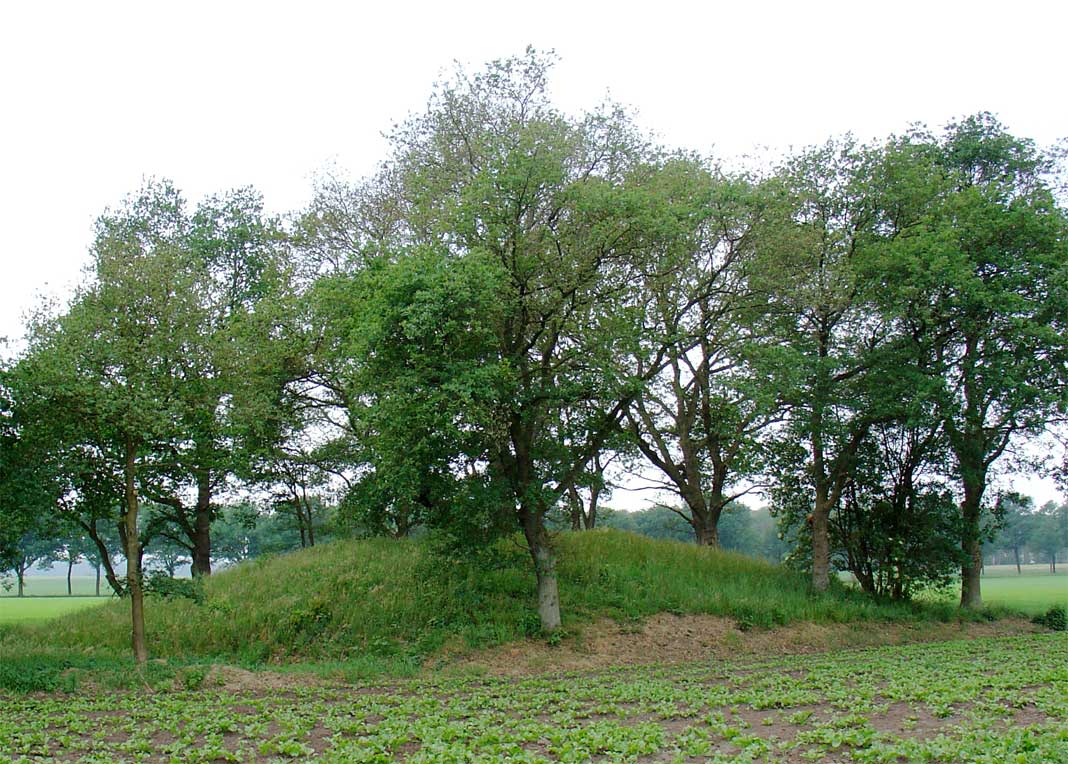
Eppiesbargie